# 岡山レインボーフェスタ
岡山レインボーフェスタ（おかやまレインボーフェスタ）は、岡山市で開催されるプライド・パレード。中国地方で初めてのプライドパレードであり、2021年に「ももたろう岡山 虹の祭典」として始まった。

## 歴史
岡山レインボーフェスタは2021年11月28日に「ももたろう岡山 虹の祭典」として初めて開催された。パレードの計画は主催団体である「ももたろう岡山 虹の祭典」（ももにじ岡山）の共同代表が2019年夏に香川県丸亀市で行われたプライドパレードに参加し、それに感銘を受けたことに始まった。2019年秋に実行委員会が立ち上げられ、警察との打ち合わせやパレードのルートとなる表町商店街の関係者と打ち合わせが進められた。2020年9月に開催が予定されていたが、新型コロナウイルス感染症の拡大によって2度延期された。
第1回のイベントには、性的少数者やその支援者などおよそ350人が参加した。また、パレードの開催前にはパレードを記念して書道家であるMaaya Wakasugiがアートワークを担当したトラックが日本全国を回った。
第2回は、2022年10月16日に「岡山レインボーフェスタ」に名称を変更して開催され、岡山県内外からおよそ250人が参加した。
第3回は、2023年10月22日に開催予定。

## 運営
岡山レインボーフェスタは「ももたろう岡山 虹の祭典」（ももにじ岡山）が主催している。

## 支援
第1回である2021年にはオープニングセレモニーにおいて岡山県で初めて同性パートナーシップ制度を導入した総社市の市長である片岡聡一や元岡山市議会議長である浦上雅彦がスピーチを行い、倉敷市の市長である伊東香織から祝電が寄せられた。第2回である2022年にはパレードのゴールである岡山市役所にレインボーフラッグが掲げられたほか、総社市長である片岡がスピーチを行った。